# Грин, Кендрик
Кендрик Грин (англ. Kendrick Green; 22 декабря 1998, Пеория, Иллинойс) — профессиональный футболист, выступающий на позиции центра в клубе НФЛ «Питтсбург Стилерз». На студенческом уровне играл за команду Иллинойсского университета. На драфте НФЛ 2021 года был выбран в третьем раунде.

## Биография
Кендрик Грин родился 22 декабря 1998 года в Пеории в штате Иллинойс. Там же он окончил старшую школу. В составе школьной команды Грин играл на позиции тэкла защиты. В 2016 году он стал победителем чемпионата Иллинойса и был включён в сборную звёзд конференции. После окончания школы он вошёл в число пятидесяти лучших тэклов защиты в стране по рейтингам Scout, Rivals, 247Sports и ESPN. Грин выступал за сборную США до 19 лет, играл на чемпионате мира в Харбине. В 2017 году он поступил в Иллинойсский университет.

### Любительская карьера
Сезон 2017 года Грин провёл в статусе освобождённого игрока, тренируясь с командой, но не участвуя в матчах. В 2018 году тренер перевёл его на позицию гарда. Дебютировав в NCAA, он сыграл в стартовом составе в двенадцати матчах. Линия нападения «Иллинойса» стала одной из самых прогрессирующих в NCAA в поддержке выносного нападения. В 2019 году Грин сыграл в стартовом составе команды в тринадцати матчах, один из них провёл на месте центра. Сайт Pro Football Focus по итогам сезона поставил его на шестое место среди гардов NCAA с оценкой 77,1 баллов.
В августе 2020 года он выступил в роли организатора марша студентов университета в поддержку движения Black Lives Matter. Грин сыграл за команду в восьми матчах сезона, три из них провёл на месте центра. По итогам турнира его включили в состав сборной звёзд конференции Big Ten. По оценкам Pro Football Focus Грин стал третьим гардом в NCAA.

### Профессиональная карьера
Перед драфтом НФЛ 2021 года аналитик сайта Bleacher Report Брэндон Торн выделял игровой опыт Грина, его взрывной старт и реакцию, умение вести борьбу с мощными пас-рашерами, его готовность к игре в схеме с зонным блокированием. Минусами игрока назывались антропометрические данные, не позволявшие рассчитывать на него как на тэкла, технические ошибки в работе рук и проблемы в игре против более габаритных тэклов защиты.
На драфте Грин был выбран «Питтсбургом» в третьем раунде под общим 87 номером. В июле 2021 года он подписал с клубом четырёхлетний контракт на общую сумму 4,87 млн долларов. Перед началом предсезонных сборов он был одним из трёх претендентов на место стартового центра команды, но быстро выиграл конкуренцию и все семь недель подготовки работал как игрок основного состава. В НФЛ Грин дебютировал на первой игровой неделе сезона, став одним из четырёх новичков «Питтсбурга», вышедших в стартовом составе. В своём первом сезоне он сыграл за команду в пятнадцати матчах. Его отсутствие на поле в заключительных играх главный тренер «Стилерз» Майк Томлин объяснил травмой, не уточняя её характера. В межсезонье Грин тренировался с Моркисом Паунси, в прошлом одним из лучших центров лиги, проведшим одиннадцать лет в составе «Питтсбурга».